# Loxosceles colima
Loxosceles colima är en spindelart som beskrevs av Willis J. Gertsch 1958. Loxosceles colima ingår i släktet Loxosceles och familjen Sicariidae. Inga underarter finns listade i Catalogue of Life.